# Револьвер Дина-Хардинга
Револьвер Дина-Хардинга — револьвер, созданный Уильямом Хардингом в 1858 году. Ствол, прилив ствола и верхняя планка — отдельный от рамки блок. При разборки оружия нужно достать ось из отверстия у носовой части курка. Ствол опускается вниз под углом 45°; это действие освобождает крючок внизу прилива из гнезда в нижней части рамки. Блок ствола имеет шомпол. Рычаг под стволом освобождается и опускается вниз, крючок (спрятанный в приливе) тянет шомпол в нижнюю камору пока рычаг не опускается в вертикальное положение. Ударно-спусковой механизм двойного действия.

## Галерея

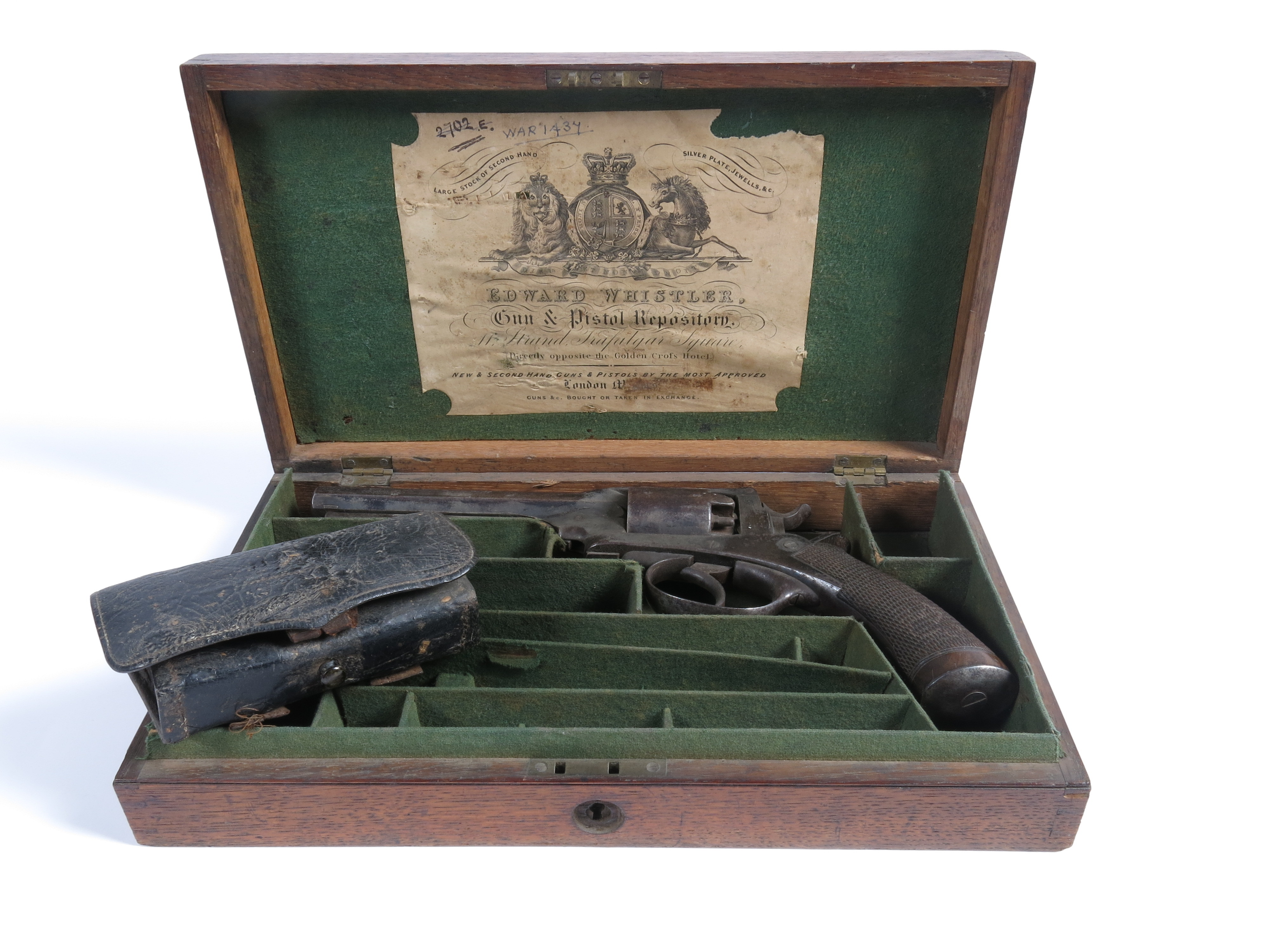
Полный комплект принадлежностей
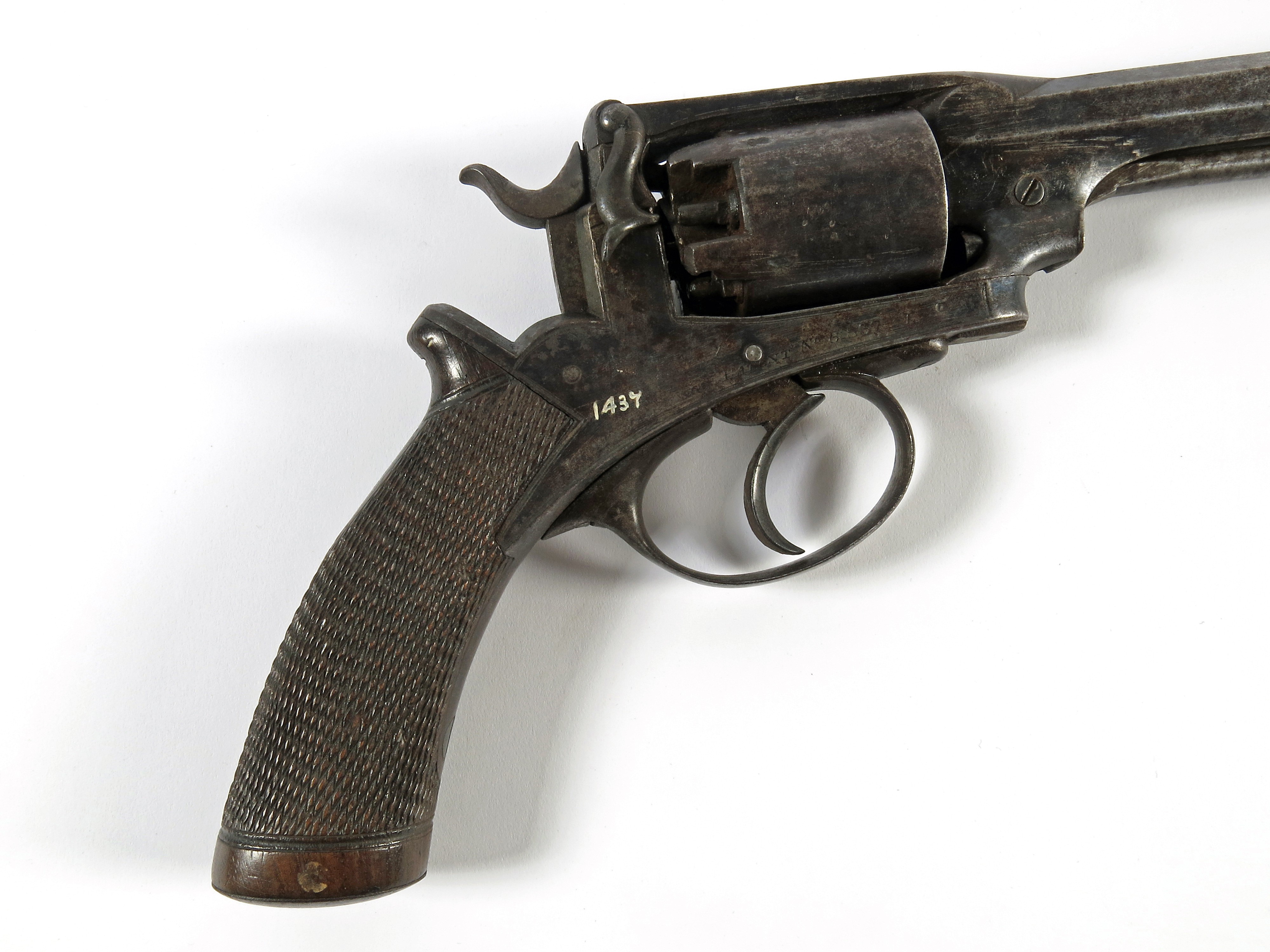
Револьвер крупным планом